# Angela Grosse
Angela Grosse (* 29. Mai 1955 in Hamburg) ist eine ehemalige Politikerin (SPD) und war Mitglied der Hamburgischen Bürgerschaft.

## Leben
Grosse studierte nach dem bestandenen Abitur 1974 Biologie und Sport auf Lehramt. 1982 absolvierte sie das erste und 1985 das zweite Staatsexamen an der Universität Hamburg. 1990 bis 1992 ließ sie sich per Fernstudium zur Wohn- und Umweltberaterin ausbilden.
Von 1991 bis 1993 arbeitete sie als Geschäftsführerin des Vereins zur Förderung regenerativer Energien in Norddeutschland.
Sie ist verheiratet und Mutter zweier Kinder.

## Politik
Grosse trat 1978 in die SPD ein.

### Bürgerschaftsabgeordnete
Am 19. September 1993 wurde Angela Grosse in die 15. Wahlperiode der Hamburgische Bürgerschaft gewählt, einem koalitionsähnlichen Bündnis aus SPD und Statt Partei. Ab Januar 1994 gehörte sie dem sozialdemokratischen Fraktionsvorstand an. Auch folgte sie im Januar 1994 Christa Randzio-Plath als Vorsitzende der Arbeitsgemeinschaft sozialdemokratischer Frauen (AsF); ein Amt, das sie 1996 innehatte.
Ihre Zuständigkeitsbereiche in der Bürgerschaftsfraktion waren die Frauen-, Sport- und Agrarpolitik. Sie saß im Wirtschaftsausschuss und im Ausschuss für Jugend und Sport.
Am 12. Januar 1995 legte sie ihr Bürgerschaftsmandat – „aus rein privaten Gründen“ – nieder.

### Kandidatur zur Bundestagswahl 1994
Im Februar 1994 wurde sie von den Hamburger Delegierten auf die SPD-Landesliste zur Bundestagswahl 1994 gewählt und auf Platz 8 gesetzt, dieser reichte jedoch letztendlich nicht für ein Bundestagsmandat.